# ألان إم. رامزي
ألان إم. رامزي (بالإنجليزية: Allan M. Ramsay)‏ هو لغوي بريطاني، ولد في 1953.